# 海の伝説 張保皐
『海の伝説 張保皐』（うみのでんせつ チャン・ボゴ、原題：바다의 전설 장보고/Badaui Jeonseol Jang Bogo、英名：The Legend of Blue）は、韓国のテレビアニメ。  
ソウルムービー（SEOUL MOVIE）制作の高麗 時代の実在の人物「張保皐」（朝鮮語でもどちらもチャン・ボゴ（장보고）と読む。）を基にした主人公「チャン・ボゴ」と乗艦する潜水艦「SEA DRAGON」の活躍を描く。全26話の海洋冒険アクションテレビアニメシリーズ。
KBS第2テレビジョンにて2002年2月1日から同年8月2日まで放送された。

## スタッフ
- 責任プロデューサー：김광태
- シナリオ：カン・ソニ
- アートディレクター：周永三
- キャラクターデザイン：キム・ジェフン
- 背景デザイン：ソン・ヨンテ、イ・サングク、イ・ソンファ
- メカデザイン：周永三
- 小道具デザイン：キム・ミンス
- 背景KEYデザイン：이봉미、カン・ヒョンジュ
- 色指定：ヤン・ミナ
- コンテ：任慶遠、高承賢、朴炳山、キム・ワンス、イ・ウイグ
- 原画演出：李贊雄、李鍾京、催奇石、김광용、任慶遠、李豪世
- 原画作監：キム・ソンハン、カン・ヒョンモ
- 動画作監：オ・ヒョンギョン（動画1室）、イ・チェウォン（動画2室）、キム・ジニョン（インプ動画）、チ・ヨンヒ（원우동화）、チョ・ヒョンジュ（메인동화）
- ファイナル：オ・セフン、チョン・ヨンソン、ソン・ソナ
- デジタル背景チーム長：강남우、キム・ミギョン
- デジタルスキャン：シム・ジェドン、イン・チョルヒョン
- 編集：ユン・チョルヒ、イ・ジョンジェ
- CGチーム長：김대진
- デジタル監督：キム・ヨンホ、イ・ユンギョン
- 制作チーム長：パク・チョル
- 制作担当：オ・ドユン、キム・ソンナム、イ・サンウン、이대응
- 録音：NARA AV（キム・ヒジプ）
- オープニング主題歌作詞：キム・ジュヒ
  - 作曲、編曲：方勇錫
  - 歌手：朴完奎
- エンディング主題歌作詞：イ・ソナ
  - 作曲、編曲：方勇錫、김준휘
  - 歌手：朴奇英
- オーディオ制作：Hollywood Manner
- オーディオディレクター：方勇錫
- オーディオプロデューサー：オ・ジェヒ
- サウンドデザイン：キム・サナ、ソン・ジェヒョン
- サウンドエンジニア：シン・ソックン
- グラフィックデザイン：イム・チャンウク
- 文字グラフィック：オ・ユンジョン
- 総合編集：김영관、ユ・ウンモ
- ホームページ制作：최범성
- 広報：ナム・チョルウ
- プロデューサー：閔泳文、신동조、이강민
- 製作：KBS韓国放送、（財）海上王張保皐記念事業会、（株）ソウルムービー